# Ugo Marfuggi
Ugo Marfuggi (Napoli, 4 febbraio 1889 – Portici, 30 aprile 1974) è stato un generale italiano, distintosi nel corso della prima guerra mondiale, e poi nella guerra d'Etiopia, come ufficiale d'artiglieria. Nel corso della seconda guerra mondiale fu in servizio in Albania dove prese parte campagna contro la Grecia, assegnato in forza all'XI Corpo d'armata. Dopo la fine della campagna militare fu insignito della croce di cavaliere dell'Ordine militare di Savoia, e dal luglio del 1941 ricoprì l'incarico di ufficiale di collegamento con il XXVI Corpo d'armata, e poi di intendente generale dell'11ª Armata (1941 - 11 maggio 1943) del generale Carlo Geloso..

## Biografia
Nacque a Napoli nel 1889 figlio di Vincenzo e Giulia Basilicata. Ultimo di quattro figli, giovanissimo seguì la famiglia trasferendosi ad abitare a Portici. Tra il 1906 e il 1908 frequentò il Reale Collegio della Nunziatella di Napoli, e poi, iniziò a frequentare la Regia Accademia Militare di Artiglieria e Genio  da cui uscì con il grado di sottotenente in servizio permanente effettivo, assegnato all'arma di artiglieria il 17 settembre 1910. Promosso tenente il 17 dicembre 1912, fu assegnato al 24º Reggimento artiglieria da campagna di stanza a Napoli.
All'atto dell'entrata in guerra del Regno d'Italia, conto l'Impero austro-ungarico, avvenuta il 24 maggio 1915, raggiunse la zona di operazioni.  Promosso capitano il 30 giugno 1915, fu in servizio nel 36º Reggimento artiglieria da campagna e poi nel 2º Reggimento artiglieria pesante. Si distinse particolarmente tra il 14 e il 22 luglio 1918 al comando del 18º Gruppo di obici Ansaldo 149/12 Mod. 14. Per questo fatto fu citato all'Ordine del giorno dell'Armée de terre francese, e nel 1919 gli fu conferita la Croix de guerre 1914-1918.
Promosso maggiore il 18 febbraio 1921, in quello stesso anno sposò la signorina Maria Bracale di Napoli, dalla quale ebbe tre figlie: Giulia, Olga e Matilde. Fu in servizio nel 4º Reggimento artiglieria da campagna e poi nel 25º Reggimento artiglieria da campagna.
Nel 1923 frequentò i corsi della Scuola di guerra dell'esercito di Torino, e nel 1926 divenne promosso tenente colonnello, con decorrenza 31 dicembre dello stesso anno, in forza presso il Comando della Divisione militare di Napoli.
Nell’anno successivo, reso idoneo al servizio di Stato maggiore, fu assegnato al 10º Reggimento artiglieria pesante campale.
Nel 1935, presso la Scuola di guerra, frequentò le lezioni del X Corso applicativo. Dopo lo scoppio della guerra d'Etiopia, nel 1936 partì per l'A.O.I., prestando servizio di capo di S.M. presso l'Intendenza AO nel corso delle operazioni belliche.
Nel 1937 è promosso colonnello, assumendo l'incarico di comandante del 12º Reggimento di artiglieria di corpo d'armata e in quello stesso anno, alla testa del suo reparto, partecipa alla Grandi manovre dell'esercito tenutesi a Palermo. Tra il 10 febbraio e il 5 aprile 1939 fu distaccato in servizio presso il II Corpo d'armata di Alessandria, e poi fino al 1 luglio dello stesso anno ricoprì l'incarico di Capo di stato maggiore della 36ª Divisione fanteria "Forlì". Il 1 agosto del 1939 partì per l'Albania dove assunse l'incarico di intendente del Corpo d'armata lì di stanza.
Dopo l'entrata nella seconda guerra mondiale del Regno d'Italia, avvenuta il 10 giugno 1940, il 1 luglio successivo è elevato al rango di generale di brigata. Dopo lo scoppio della guerra con la Grecia, il 28 ottobre 1940, a seguito della costituzione dell'11ª Armata (9 novembre) è intendente generale della grossa unità. Dopo la fine della campagna militare fu insignito della Croce di Cavaliere dell'Ordine militare di Savoia, e dal luglio 1941 ricoprì l'incarico di ufficiale di collegamento con il XXVI Corpo d'armata, e poi di intendente generale dell'11ª Armata (1941-11 maggio 1943), allora al comando del generale Carlo Geloso.
Rimpatriato l'11 maggio a seguito dello scoppio di uno scandalo presso il quartier generale d'armata, fu assegnato al Ministero della guerra a Roma. Concluse la sua carriera militare presso il Tribunale militare di Napoli, venendo poi posto in congedo illimitato e ritirandosi a vita privata nella villa di famiglia a Bellavista. Amico del titolare dell'antica fabbrica dolciaria Gay-Odin, si offri di occuparsi della contabilità aziendale. Durante i suoi quotidiani spostamenti per raggiungere Napoli viaggiava sui treni della Circumvesuviana dove molto spesso faceva conversazione con l'onorevole Enrico De Nicola, di professione avvocato penalista, che fu primo Presidente della Repubblica Italiana, e di cui divenne amico.
Si spense nella sua casa di Portici il 30 aprile 1974.

### Annotazioni
1. ↑  Si classificò all'undicesimo posto sui 42 partecipanti.

### Fonti
1. 1 2 3 4 5 6 7  Generals.
2. 1 2 3 4 5 6 7 8 9  LoSpeakersCorner.eu
3. ↑  Gazzetta Ufficiale del Regno d'Italia n.275 del 25 novembre 1911, p.7620.
4. 1 2 3 4  Teleradio.
5. ↑  Gazzetta Ufficiale del Regno d'Italia n.192 del 3 agosto 1915, p.4654.
6. ↑   Bollettino ufficiale delle nomine, promozioni e destinazioni negli ufficiali, 1917,  p. 4620. URL consultato il 7 dicembre 2020.
7. ↑   Bollettino ufficiale delle nomine, promozioni e destinazioni negli ufficiali, 1920,  p. 2881. URL consultato il 7 dicembre 2020.
8. ↑   Bollettino ufficiale delle nomine, promozioni e destinazioni negli ufficiali, 1927,  p. 189. URL consultato il 7 dicembre 2020.
9. ↑  Pettibone 2010, p. 89.
10. ↑  Sito web del Quirinale: dettaglio decorato.
11. ↑  Gazzetta Ufficiale del Regno d'Italia n.126 del 2 giugno 1937, p.2014.
12. ↑  Supplemento Ordinario alla Gazzetta Ufficiale del Regno d'Italia n.132 del 11 giugno 1938, p.16.
13. ↑  Gazzetta Ufficiale del Regno d'Italia n.225 del 26 settembre 1935, p.4725.